# Liste von Bergwerken in Herne

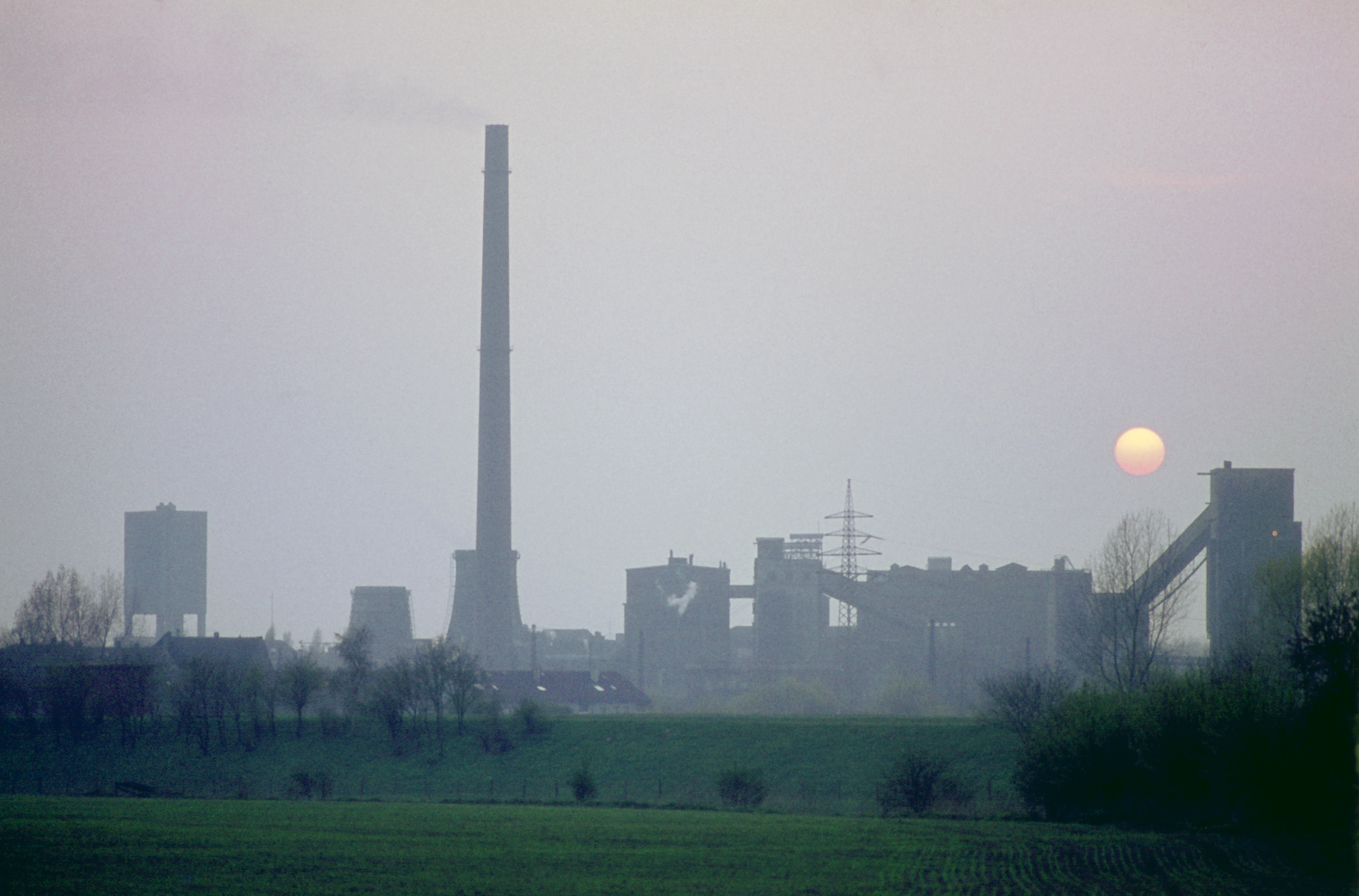
Friedrich der Große, 1978

Die Liste von Bergwerken in Herne umfasst die stillgelegten Bergwerke in Herne. Sie zählen zum Rheinisch-Westfälischen Kohlenrevier.

## Geschichte
In Herne gab es elf Zechen. Die Kohle wurde über Schachtanlagen gefördert. 1978 wurde die Förderung eingestellt. Die Epoche des Bergbaus dauerte knapp über 100 Jahre.

## Liste
Die Zeitpunkte bedeuten ggf. auch den Verleih der Rechte, Beginn der Teufe, bzw. Verfüllung und Abriss bis zur endgültigen Schließung. Ggf. standen die Anlagen auch zwischenzeitlich still. 
| Name                | Stadt und Ortsteil    | Beginn | Ende | Anmerkungen |
| ------------------- | --------------------- | ------ | ---- | --- |
| Barillon            | Baukau                | 1869   | 1889 | später: Julia |
| Constantin          |                       | 1871   | 1967 | |
| Franz               |                       |        | 1928 | |
| Friedrich der Große | Horsthausen           | 1870   | 1978 | |
| Hannibal            | Eickel                | 1872   | 1926 | später: Hannover |
| Julia               | Baukau                | 1864   | 1961 | zunächst als Zeche Barillion; ab 1889 Zeche Julia; ab 1950 Zeche Julia / von der Heydt                                          |
| Königsgrube         | Röhlinghausen         | 1870   | 1962 | |
| Mont Cenis          | Sodingen              | 1866   | 1974 | |
| Pluto               | Bickern/Wanne         | 1857   | 1976 | Arbeitsmedizinischer Dienst der RAG Deutsche Steinkohle, Zentrum für Grubenrettungswesen und Zentralleitwarte der Wasserhaltung |
| Shamrock            | Mitte/Wanne           | 1857   | 1967 | |
| Teutoburgia         | Börnig                | 1856   | 1929 | |
| Unser Fritz         | Bickern / Unser Fritz | 1872   | 1969 | |
| Victor              |                       | 1868   | 1889 | |
| Von der Heydt       | Baukau                | 1866   | 1961 | 1866 bis 1889 als Zeche Providence; Förderung ab 1928 über Zeche Julia; ab 1950 Zeche Julia / von der Heydt                     |